# Rudaki
Abu Abdullah Jafar Rudaki eller Rudagi, (persiska: رودکی) ,  född 859, död 941, var en persisk poet som verkade under samaniderna och betraktas som något av den klassiska persiska litteraturens grundare.

## Rudakis liv och verk
Rudaki var en tid hovdiktare i Buchara och gunstling hos den samanidiske kungen Nasr II (914-943) som överhopade honom med hedersbevisningar och rikedomar. Han föll dock i onåd och dog i fattigdom. Av hans stora produktion av dikter finns endast ett fåtal bevarade.
Rudaki är särskilt berömd för sin långa lyriska dikt "Vinets moder" (Mâdar-e mey) där han beskriver vinets framställning och hyllar dess egenskaper.
Rudaki är nationalpoet i Tadzjikistan och ligger begravd i Pendzjikent.

## Rudakis eftervärld
Den äldsta källan till vår kunskap om Rudakis liv är Nizami Aruzis Fyra skrifter (Chahar maqale) som skrevs ned 1156 och översatts till svenska av Ashk Dahlén. Detta verk rymmer anekdoter om Rudaki och ger exempel från några av hans mest berömda dikter.
I oktober 2017 var Uppsala värd för en internationell kongress om Rudakis liv, verk och tänkande.